# Tổng của ba số lập phương

Đồ thị nửa lôgarit của các nghiệm của phương trình cho số nguyên,, và, với. Dải màu xanh lá cây đánh dấu các giá trị được chứng minh không có nghiệm.

Trong toán học cho tổng các lũy thừa, bài toán tổng của ba số lập phương là bài toán mở yêu cầu tìm hiểu xem liệu một số nguyên tùy ý có thể viết thành tổng của ba lũy thừa bậc ba của số nguyên, cho phép số âm và số dương cho các số hạng trong tổng. Điều kiện tối thiểu để {\displaystyle n} có thể viết thành tổng là {\displaystyle n} phải không được đồng dư với 4 hoặc 5 modulo 9, bởi số lập phương chia 9 thì chỉ dư 0, 1, và −1, và không có tổng nào của ba số lập phương có thể đồng dư với 4 hoặc 5 modulo 9. Hiện vẫn chưa biết điều kiện này đủ hay không.
Các dạng khác của bài toán này bao gồm bài toán của các số lập phương không âm và tổng của số lập phương hữu tỉ. Mọi số nguyên đều có thể biết diễn thành tổng của các số lập phương hữu tỉ, nhưng hiện vẫn chưa biết được liệu tổng của các số lập phương không âm có lập thành tập với mật độ tự nhiên khác không.

## Trường hợp số bé
Một biểu diễn không tầm thường của 0 là tổng của ba số lập phương sẽ thành phản chứng cho định lý lớn Fermat cho bậc 3, bởi một trong ba số lập phương sẽ có dấu ngược lại với dấu của hai số còn lại, và đối của nó sẽ bằng tổng của hai số đó. Bởi vậy, bằng bài chứng minh của Leonhard Euler cho trường hợp bậc ba của định lý lớn Fermat, chỉ có duy nhất một nghiệm
{\displaystyle a^{3}+(-a)^{3}+0^{3}=0.}
Đối với biểu diễn cho 1 và 2, có vô số họ các nghiệm
{\displaystyle (9b^{4})^{3}+(3b-9b^{4})^{3}+(1-9b^{3})^{3}=1}  (phát hiện  bởi K. Mahler trong 1936)
và
{\displaystyle (1+6c^{3})^{3}+(1-6c^{3})^{3}+(-6c^{2})^{3}=2} (phát hiện  bởi A.S. Verebrusov trong 1908, ghi lại bởi L.J. Mordell).
Các nghiệm có thể được nhân lên để biểu diễn cho các số là số lập phương hoặc gấp hai lần số lập phương nào đó.
Đối với 1, tồn tại các biểu diễn khác cũng như họ các biểu diễn đã được tham số hóa. Đối với 2, các biểu diễn khác được biết bao gồm
{\displaystyle 1\ 214\ 928^{3}+3\ 480\ 205^{3}+(-3\ 528\ 875)^{3}=2,}
{\displaystyle 37\ 404\ 275\ 617^{3}+(-25\ 282\ 289\ 375)^{3}+(-33\ 071\ 554\ 596)^{3}=2,}
{\displaystyle 3\ 737\ 830\ 626\ 090^{3}+1\ 490\ 220\ 318\ 001^{3}+(-3\ 815\ 176\ 160\ 999)^{3}=2.}
Tuy nhiên, 1 và 2 là hai số duy nhất mà có thể biểu diễn bằng đa thức bậc 4 như trên.
Thậm chí trong trường hợp biểu diễn cho 3, trong 1953, Louis J. Mordell đã viết "I do not know anything more than its small solutions" (dịch: ngoài những nghiệm nhỏ này ra, tôi không biết còn biểu diễn nào khác không).
{\displaystyle 1^{3}+1^{3}+1^{3}=4^{3}+4^{3}+(-5)^{3}=3,}
ngoại trừ việc ba số đó phải đồng dư với nhau modulo 9.
Tương tự với bộ ba số Pythagoras, ta có ví dụ của trường hợp đặc biệt cho tổng của ba số lập phương liên tiếp 
{\displaystyle 3^{3}+4^{3}+5^{3}=6^{3}}

## Các kết quả tính toán
Kể từ 1955, và bắt đầu từ các nghiên cứu của Mordell, nhiều tác giả đã thực hiện việc tìm kiếm bằng máy tính để tìm ra nghiệm của phương trình.
Elsenhans & Jahnel (2009) sử dụng phương pháp của Noam Elkies (2000) bao gồm rút gọn lưới để tìm tất cả các nghiệm cho phương trình Diophantos
{\displaystyle x^{3}+y^{3}+z^{3}=n}
với {\displaystyle n} nguyên dương không lớn hơn 1000 và {\displaystyle \max(|x|,|y|,|z|)<10^{14}}, để lại các số 33, 42, 74, 114, 165, 390, 579, 627, 633, 732, 795, 906, 921, và 975 làm bài toán mở trong 2009 cho {\displaystyle n\leq 1000}, và 192, 375, và 600 là các số mà vẫn chưa biết được nghiệm nguyên thủy (tức là các nghiệm {\displaystyle x,y,z} sao cho {\displaystyle \gcd(x,y,z)=1}). Sau khi Timothy Browning đề cập đến bài toán trên kênh Numberphile trong 2016, Huisman (2016) mở rộng tìm kiếm này cho {\displaystyle \max(|x|,|y|,|z|)<10^{15}} , tìm ra nghiệm của số 74 như sau:
{\displaystyle 74=(-284\ 650\ 292\ 555\ 885)^{3}+66\ 229\ 832\ 190\ 556^{3}+283\ 450\ 105\ 697\ 727^{3}.}
Qua cuộc tìm kiếm trên, các nhà toán học phát hiện ra rằng hầu hết các số {\displaystyle n<100} không đồng dư với 4 hoặc 5 modulo 9 đều có nghiệm, chỉ ngoại trừ ra hai ngoại lệ là 33 và 42.
Tuy nhiên, trong 2019, Andrew Booker đã giải được trường hợp {\displaystyle n=33} nhờ phát hiện ra:
{\displaystyle 33=8\ 866\ 128\ 975\ 287\ 528^{3}+(-8\ 778\ 405\ 442\ 862\ 239)^{3}+(-2\ 736\ 111\ 468\ 807\ 040)^{3}.}
Để có thể tính ra các nghiệm, Booker sử dụng hướng tìm kiếm khác với thời gian tỷ lệ với {\displaystyle \min(|x|,|y|,|z|)} thay vì phải lớn nhất trong ba số, hướng làm này được gợi ý bởi Heath-Brown et al. Anh ấy cũng tìm ra rằng
{\displaystyle 795=(-14\ 219\ 049\ 725\ 358\ 227)^{3}+14\ 197\ 965\ 759\ 741\ 571^{3}+2\ 337\ 348\ 783\ 323\ 923^{3},}
và không có nghiệm nào cho {\displaystyle n=42} hay bất cứ giá trị {\displaystyle n\leq 1000} mà {\displaystyle |z|\leq 10^{16}}.
Trong khoảng thời gian rất ngắn sau đó, trong tháng chín năm 2019, Booker và Andrew Sutherland cuối cùng cũng giải được trường hợp {\displaystyle n=42}, sử dụng 1.3 triệu giờ tính toán trên điện lưới phân toán toàn cầu Charity Engine để tìm ra nghiệm sau
{\displaystyle 42=(-80\ 538\ 738\ 812\ 075\ 974)^{3}+80\ 435\ 758\ 145\ 817\ 515^{3}+12\ 602\ 123\ 297\ 335\ 631^{3},}
cũng như nghiệm của một số giá trị khác như {\displaystyle n=165} và {\displaystyle 579} cho {\displaystyle n\leq 1000}.
Booker và Sutherland cũng đồng thời tìm thêm biểu diễn thứ ba của số 3 bằng việc sử dụng thêm 4 triệu giớ tính toán trên Charity Engine:
{\displaystyle 3=569\ 936\ 821\ 221\ 962\ 380\ 720^{3}+(-569\ 936\ 821\ 113\ 563\ 493\ 509)^{3}+(-472\ 715\ 493\ 453\ 327\ 032)^{3}.}
Kết quả này cuối cùng cũng trả lời câu hỏi 65 tuổi của Louis J. Mordell.
Trong khi đưa biểu diễn thứ ba của số 3 khi có mặt trong video trên kênh Youtube Numberphile, Booker còn đưa thêm biểu diễn cho số 906:
{\displaystyle 906=(-74\ 924\ 259\ 395\ 610\ 397)^{3}+72\ 054\ 821\ 089\ 679\ 353\ 378^{3}+35\ 961\ 979\ 615\ 356\ 503^{3}.}
Các trường hợp còn lại chưa được giải cho n nhỏ hơn 1,000 là 7 số sau: 114, 390, 627, 633, 732, 921, và 975, và không có nghiệm nguyên thủy nào (tức {\displaystyle \gcd(x,y,z)=1}) cho 192, 375, và 600.
| Nghiệm nguyên thủy cho n từ 1 đến 78 |                   |                   |                  |    |                   |                   |                    |   |
| n                                    | x                 | y                 | z                |    | n                 | x                 | y                  | z |
| 1                                    | 9                 | 10                | −12              | 39 | 117367            | 134476            | −159380            |   |
| 2                                    | 1214928           | 3480205           | −3528875         | 42 | 12602123297335631 | 80435758145817515 | −80538738812075974 |   |
| 3                                    | 1                 | 1                 | 1                | 43 | 2                 | 2                 | 3                  |   |
| 6                                    | −1                | −1                | 2                | 44 | −5                | −7                | 8                  |   |
| 7                                    | 0                 | −1                | 2                | 45 | 2                 | −3                | 4                  |   |
| 8                                    | 9                 | 15                | −16              | 46 | −2                | 3                 | 3                  |   |
| 9                                    | 0                 | 1                 | 2                | 47 | 6                 | 7                 | −8                 |   |
| 10                                   | 1                 | 1                 | 2                | 48 | −23               | −26               | 31                 |   |
| 11                                   | −2                | −2                | 3                | 51 | 602               | 659               | −796               |   |
| 12                                   | 7                 | 10                | −11              | 52 | 23961292454       | 60702901317       | −61922712865       |   |
| 15                                   | −1                | 2                 | 2                | 53 | −1                | 3                 | 3                  |   |
| 16                                   | −511              | −1609             | 1626             | 54 | −7                | −11               | 12                 |   |
| 17                                   | 1                 | 2                 | 2                | 55 | 1                 | 3                 | 3                  |   |
| 18                                   | −1                | −2                | 3                | 56 | −11               | −21               | 22                 |   |
| 19                                   | 0                 | −2                | 3                | 57 | 1                 | −2                | 4                  |   |
| 20                                   | 1                 | −2                | 3                | 60 | −1                | −4                | 5                  |   |
| 21                                   | −11               | −14               | 16               | 61 | 0                 | −4                | 5                  |   |
| 24                                   | −2901096694       | −15550555         | 15584139827      | 62 | 2                 | 3                 | 3                  |   |
| 25                                   | −1                | −1                | 3                | 63 | 0                 | −1                | 4                  |   |
| 26                                   | 0                 | −1                | 3                | 64 | −3                | −5                | 6                  |   |
| 27                                   | −4                | −5                | 6                | 65 | 0                 | 1                 | 4                  |   |
| 28                                   | 0                 | 1                 | 3                | 66 | 1                 | 1                 | 4                  |   |
| 29                                   | 1                 | 1                 | 3                | 69 | 2                 | −4                | 5                  |   |
| 30                                   | −283059965        | −2218888517       | 2220422932       | 70 | 11                | 20                | −21                |   |
| 33                                   | −2736111468807040 | −8778405442862239 | 8866128975287528 | 71 | −1                | 2                 | 4                  |   |
| 34                                   | −1                | 2                 | 3                | 72 | 7                 | 9                 | −10                |   |
| 35                                   | 0                 | 2                 | 3                | 73 | 1                 | 2                 | 4                  |   |
| 36                                   | 1                 | 2                 | 3                | 74 | 66229832190556    | 283450105697727   | −284650292555885   |   |
| 37                                   | 0                 | −3                | 4                | 75 | 4381159           | 435203083         | −435203231         |   |
| 38                                   | 1                 | −3                | 4                | 78 | 26                | 53                | −55                |   |

## Nổi tiếng gần đây
Bài toán tổng của ba số lập phương trong những năm gần đây được nổi lên là do Brady Haran, chủ kênh YouTube Numberphile, bắt nguồn từ video năm 2015 "The Uncracked Problem with 33" (dịch: Bài toán chưa phá được với số 33) trong đó có phỏng vấn với Timothy Browning.  Sau 6 tháng sau ra video mới "Số 74 đã được phá" cùng Browning, thảo luận về phát hiện của Huisman năm 2016 cho nghiệm của 74.   Trong 2019, Numberphile xuất bản 3 video có nội dung liên hệ nhau, "42 is the new 33" (42 là số 33 mới), "The mystery of 42 is solved" (Bí ẩn của số 42 đã được giải), và "3 as the sum of 3 cubes" (khi 3 viết là tổng của 3 số lập phương), để chúc mừng cho phát hiện thành công các nghiệm cho 33, 42, và nghiệm mới cho 3.
Lời giải của Booker cho số 33 xuất hiện trong các tạp chí Quanta Magazine và New Scientist, cũng như là trong Newsweek trong đó sự hợp tác của Booker với Sutherland được phát biểu: "...nhà toán học hiện đang làm việc cùng với Andrew Sutherland của MIT trong nỗ lực để tìm ra nghiệm của số cuối cùng nằm dưới một trăm: 42".  Ngoài ra , số 42 nổi thêm là bởi sự xuất hiện của số trong tiểu thuyết khoa viễn tưởng viết vào năm 1979 của Douglas Adams với tiêu đề The Hitchhiker's Guide to the Galaxy là câu trả lời cho The Ultimate Question of Life, the Universe, and Everything.
Thông báo tìm ra nghiệm cho số 42 của Booker và Sutherland nhận được sự chú ý từ truyền thông toàn cầu, xuất hiện trong các tạp chí New Scientist, Scientific American, Popular Mechanics, The Register, Die Zeit, Der Tagesspiegel, Helsingin Sanomat, Der Spiegel, New Zealand Herald, Indian Express, Der Standard, Las Provincias, Nettavisen, Digi24, và BBC World Service. Popular Mechanics đặt nghiệm cho số 42 là một trong "10 Phát minh quan trọng của toán học trong 2019".
Lời giải cho câu hỏi của Mordell bởi Booker và Sutherland một vài tuần sau nhận thêm một lượt chú ý khác.
Trong hội thảo thuật toán lý thuyết số thứ 14, Booker có nói về một số lý do ông giải bài toán này cũng như là về phản ứng cộng đồng khi nghe thấy thông báo cho lời giải của số 33 và số 42.

## Tính giải được và quyết định được
Trong 1992, Roger Heath-Brown phỏng đoán rằng mọi số {\displaystyle n} không đồng dư với 4 hoặc 5 modulo 9 có vô số biểu diễn là tổng của ba số lập phương.
Trường hợp {\displaystyle n=33} của bài toán này được dùng bởi Bjorn Poonen để làm ví dụ mở đầu cho các bài toán không quyết định được trong lý thuyết số, trong đó bài toán thứ 10 của Hilbert là ví dụ nổi bật nhất Mặc dù trường hợp đặc biệt này đã được giải, hiện vẫn chưa biết được liệu bài toán biểu diễn một số là tổng ba số lập phương có quyết định được không. Nghĩa là, hiện vẫn chưa biết được liệu có tồn tại thuật toán mà với mọi đầu vào, có thể kiểm tra trong khoảng thời gian hữu hạn rằng số đó có thể biểu diễn thành tổng ba số lập phương.
Nếu giả thuyết của Heath-Brown đúng, bài toán quyết định được. Trong trường hợp này, thuật toán sẽ tính giá trị của {\displaystyle n} modulo 9, trả về sai khi giá trị đó bằng 4 hoặc 5, còn không thì trả về đúng. Nghiên cứu của Heath-Brown cũng bao gồm các phỏng đoán chính xác hơn về việc làm thế nào để thuật toán có thể tìm ra một biểu diễn hơn là quyết định xem liệu nó có tồn tại hay không.

## Các dạng khác
Một dạng khác của bài toán này có liên quan tới bài toán Waring hỏi về biểu diễn tổng của ba số lập phương không âm. Trong thế kỷ 19, Carl Gustav Jacob Jacobi và những người cộng tác cùng đã lập ra bảng nghiệm cho bài toán này. Hiện đang có giả thuyết tập các số biểu diễn được mật độ tự nhiên dương. Hiện điều này vẫn chưa biết được, nhưng Trevor Wooley đã chứng minh rằng {\displaystyle \Omega (n^{0.917})} của các số từ {\displaystyle 1} đến {\displaystyle n} có biểu diễn như vậy. Mật độ có giá trị tối đa bằng {\displaystyle \Gamma (4/3)^{3}/6\approx 0.119}.
Mọi số nguyên có thể viết thành tổng của ba số lập phương hữu tỷ.